# Unabhängige DDR-Zeitschriften

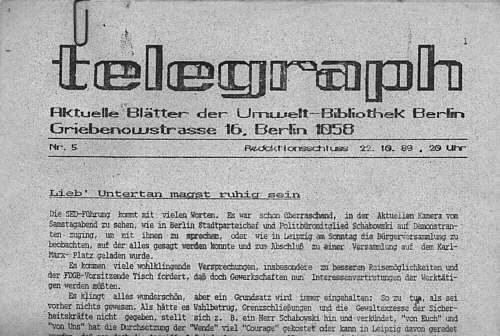
telegraph vom 22. Oktober 1989

Unabhängige Zeitschriften waren Publikationen, die in der DDR seit etwa 1981 ohne staatliche Genehmigung erschienen. Nach dem Mauerfall im November 1989 wurden über 100 Zeitungen und Zeitschriften offiziell neu gegründet, von denen die meisten aber bald wieder aufgeben mussten.

## Geschichte

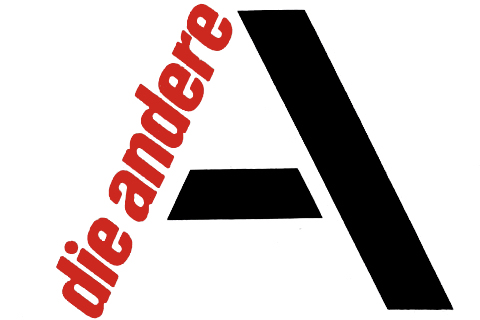
die andere, 1990

Seit Anfang der 1980er Jahre gab es erste unabhängige Literatur- und Kunstzeitschriften, die im Samisdat erschienen. Diese wurden von den staatlichen Stellen meist stillschweigend geduldet. Dazu kamen seit 1985 kritischere gesellschaftlich orientierte Publikationen wie grenzfall und Umweltblätter, gegen die teilweise gezielt vorgegangen wurde.
Im Herbst 1989 gab es 39 offiziell lizenzierte Tageszeitungen und über 700 Zeitschriften in der DDR. Seit Oktober 1989 entstanden zahlreiche neue Publikationen. Diese waren zunächst einfache Informationsblätter der neuen Bürgerbewegungen Neues Forum und anderer, wurden aber dann mit einer Auflage von teilweise über 10.000 Exemplaren verkauft (Die Andere Zeitung, Leipzig) oder verteilt.
Ab Ende Dezember erschienen die ersten mit einer staatlichen Lizenz.
Seit Januar 1990 erschienen die ersten neuen Tageszeitungen, immer mit der technischen und finanziellen Unterstützung eines Zeitungsverlages aus der Bundesrepublik, vor allem in den westlichen Gebieten der DDR (Sachsen-Anhalt, Altmark, Mecklenburg). Die Lizenzpflicht wurde im Februar 1990 mit der Pressezensur abgeschafft.
Alle neuen Publikationen standen unter einem massiven wirtschaftlichen Konkurrenzdruck zu den bestehenden weit verbreiteten ehemaligen SED-Bezirkszeitungen sowie zu den neuen Illustrierten und Zeitungen aus dem Westen, die nach der Währungsreform in der DDR erscheinen konnten.

Dazu kamen höhere finanzielle Hürden nach der Währungsumstellung. Schon bis Oktober 1990 mussten die meisten der neuen kleinen Wochenzeitungen und Zeitschriften ihr Erscheinen wieder einstellen.
Einige Tageszeitungen mit westlicher Beteiligung bestanden zunächst weiter.
Nachdem im April 1991 die ehemaligen SED-Zeitungen auf teilweise zweifelhafte Weise an große westdeutsche Medienunternehmen verkauft wurden, wurde deren Einfluss so stark, dass fast alle der neu gegründeten Zeitungen ihr Erscheinen einstellen mussten. Damit entstand eine monopolistische Alleinpräsenz bei Tageszeitungen in jedem der ehemaligen DDR-Bezirke, die im Westen in dieser Form nicht besteht.
Überlebt haben lediglich der Oranienburger Generalanzeiger (mit der Gransee-Zeitung und dem Ruppiner Anzeiger) sowie die Altmark-Zeitung, die direkt oder indirekt dem Münchner Verleger Dirk Ippen gehören, sowie die Südthüringer Zeitung.

## Unabhängige Publikationen bis 1989

### Übersicht
In der DDR gab es in den 1980er Jahren über 80 unabhängige Publikationen im Samisdat. Diese wurden ohne staatliche Genehmigungen von kleinen Gruppen mit einfachen technischen Vervielfältigungsverfahren hergestellt und verteilt.
Viele berichteten über Umwelt-, Friedens-, Gerechtigkeits- und Frauenthemen, einige waren Literatur- oder Kunstzeitschriften.

### Umwelt, Frieden, Gerechtigkeit
Viele unabhängige Publikationen berichteten über Themen zum Umweltschutz, zu einer friedlicheren Welt und zu mehr gesellschaftlicher Gerechtigkeit, in der DDR, aber auch in vielen ärmeren Ländern. Die meisten entstanden in Gruppen im Umfeld der evangelischen Kirche und waren von einem idealistischen christlichen Weltbild beeinflusst.
| Gesellschaftliche Themen            | Gesellschaftliche Themen                                    | Gesellschaftliche Themen  | Gesellschaftliche Themen                                                                             |
| Titel                               | Erscheinungsort, Herausgeber                                | Zeit                      | Bemerkungen                                                                                          |
| ----------------------------------- | ----------------------------------------------------------- | ------------------------- | --- |
| Abtreter                            |                                                             |                           | |
| aktuell                             |                                                             |                           | |
| Arche Nova                          |                                                             |                           | |
| Arbeitsmaterial der                 | Dresdner Friedens-, Umwelt- und Zweidrittelweltgruppen      |                           | |
| Art. 27                             |                                                             |                           | |
| Aufbruch                            | Informationsblatt 2 des Kirchenkreises Magdeburg            | Anfang 1988 bis Ende 1989 | Sechs Ausgaben hergestellt in den Räumen der Magdeburger Domgemeinde vor allem durch den Domökokreis |
| Aufrisse                            |                                                             |                           | |
| Blattwerk                           |                                                             |                           | |
| Bekenntnisse                        |                                                             |                           | |
| Erfurter Schlagloch                 | Erfurt                                                      |                           | |
| Forum für Kirche und Menschenrechte |                                                             |                           | |
| Friedensnetz                        |                                                             |                           | |
| Friedensreader                      |                                                             |                           | |
| Friedrichsfelder Feuermelder        | Friedenskreis Berlin-Friedrichsfelde                        |                           | |
| frau anders                         | Jena                                                        | 1989–1993                 | einzige unabhängige Zeitschrift für lesbische Frauen                                                 |
| Fußnote3                            |                                                             |                           | |
| Gehversuche                         |                                                             |                           | |
| Glasnot                             | Leipzig und Naumburg (Saale)                                | 1987–1989                 | 8 Hefte, je ca. 50 Exemplare                                                                         |
| grenzfall                           | Berlin                                                      | 1986–1987                 | erste wichtige politische Samisdat-Zeitschrift                                                       |
| Grubenkante                         |                                                             |                           | |
| Informationsblätter                 | Neues Forum Leipzig                                         | Oktober bis Dezember 1989 | danach Die Andere Zeitung (DAZ)                                                                      |
| Kontext                             | Bekenntnisgemeinde Berlin-Treptow                           | 1988–1990                 | Essays und literarische Texte zu Gesellschaft und Kultur                                             |
| Kopfsprung                          |                                                             |                           | |
| Lausitzbotin                        |                                                             |                           | |
| Lila Band                           | Landesstelle Junge Gemeinde Dresden                         | 1987–1989                 | erste Samisdat-Frauenzeitschrift                                                                     |
| Merkwürdiges                        |                                                             |                           | |
| mOAning STAR                        |                                                             |                           | |
| Morsche Meiler                      |                                                             |                           | |
| Ostkreuz                            | Berlin                                                      |                           | |
| Papiertaube                         |                                                             |                           | |
| radix-blätter                       | Stephan Bickhardt, Ludwig Mehlhorn                          | 1986–1990                 | mit teilweise über 1.000 Exemplaren                                                                  |
| Raster                              |                                                             |                           | |
| Schalom                             | Friedenskreis der Samaritergemeinde Berlin-Friedrichshain   |                           | herausgegeben von Rainer Eppelmann und Thomas Welz                                                   |
| Schwalbenfeder                      |                                                             |                           | |
| Spuren                              |                                                             |                           | |
| Stahl                               |                                                             |                           | |
| Streiflichter                       | Arbeitsgruppe Umweltschutz beim Stadtjugendpfarramt Leipzig | 1981–1989                 | erste Samisdat-Periodikum zu Umweltthemen                                                            |
| Umfeldblätter Oel                   |                                                             |                           | |
| Umweltblätter                       | Umwelt-Bibliothek Berlin                                    | seit 1986                 | wichtigste Umwelt-Samisdatzeitschrift in der DDR; seit 1989 telegraph                                |
| Unkraut                             |                                                             |                           | |
| Wahlfall 89                         |                                                             |                           | |
| Varia                               |                                                             |                           | |
| Vorläufige Verfassung               |                                                             |                           | |
| wendezeit                           |                                                             |                           | |
| Zweierlei Land – eine Lektion       |                                                             |                           | |

### Kunst und Literatur
Seit 1982 gab es einige private Publikationen mit Grafiken, Fotografien und/oder literarischen Texten. Diese waren künstlerisch ausgerichtet, meist mit neuen  experimentellen Ausdrucksformen, aber fast immer ohne konkrete aktuellpolitische Bezüge. Sie wurden mit einfachen technischen Mitteln in wenigen Exemplaren vervielfältigt und dann persönlich verteilt.
| Kunst- und Literaturzeitschriften | Kunst- und Literaturzeitschriften | Kunst- und Literaturzeitschriften | Kunst- und Literaturzeitschriften                                           | Kunst- und Literaturzeitschriften                                                           |
| Titel                             | Ort                               | Zeit                              | Herausgeber                                                                 | Bemerkungen                                                                                 |
| --------------------------------- | --------------------------------- | --------------------------------- | --------------------------------------------------------------------------- | ------------------------------------------------------------------------------------------- |
| A Drei                            |                                   |                                   |                                                                             | mindestens 16 Hefte                                                                         |
| Achatasche                        |                                   |                                   |                                                                             | mindestens ein Heft                                                                         |
| Anschlag                          |                                   | 1984–1989                         | Angelika Klüssendorf und Wiebke Müller, ab 1985 Karim Saab und Gert Neumann | Literatur- und Kunstzeitschrift, mindestens 6 Hefte                                         |
| ariadnefabrik                     | Berlin                            | 1988–1990                         |                                                                             | Literaturzeitschrift, mindestens 24 Hefte                                                   |
| Bizarre Städte                    | Berlin                            |                                   |                                                                             | literarische Texte                                                                          |
| Entwerter/Oder                    |                                   | 1982–                             |                                                                             | erste Samisdat-Zeitschrift mit Literatur und Grafiken, mindestens 28 Hefte                  |
| Galeere                           |                                   | 1985                              | Matthias Baader Holst, Peter Winzer                                         | literarische Texte, 2 Ausgaben, dritte Nummer Februar 1986 verboten                         |
| Glasnot                           |                                   | 1987–1989                         | Christoph Radtke et al.                                                     | lyrische Texte, Grafiken und Fotografien, 8 Hefte à ca. 50 Exemplare                        |
| Herzattacke                       | Berlin                            | 1988–                             | Maximilian Barck                                                            | bibliophile Kunstzeitschrift, mindestens 8 Hefte                                            |
| Liane                             | Berlin                            | 1988–1990                         |                                                                             | Lyrik und Grafik                                                                            |
| Mikado                            |                                   | 1983–1987                         |                                                                             | Literatur                                                                                   |
| Reizwolf                          | Weimar                            | 1988–1989                         |                                                                             | Literatur und Grafiken, jeweils 20–25 Exemplare                                             |
| Schaden                           |                                   | 1984–1987                         |                                                                             | mindestens 14 Hefte                                                                         |
| Spinne                            |                                   |                                   |                                                                             | mindestens ein Heft                                                                         |
| UND, dann U.S.W.; .usf            | Dresden                           | 1982–1989                         |                                                                             | Literatur mit Grafiken, zweite künstlerische Samisdat-Zeitschrift, mindestens 14+3+10 Hefte |
| Verwendung                        |                                   |                                   |                                                                             | mindestens 5 Hefte                                                                          |
| Zweite Person                     |                                   |                                   |                                                                             | mindestens 5 Hefte                                                                          |
| 1. Mose 2.25                      |                                   |                                   |                                                                             | mindestens 3 Hefte                                                                          |

## Neue Zeitungen und Zeitschriften seit 1989

### Tageszeitungen
Seit Anfang 1990 erschienen einige neue regionale Tageszeitungen, meist mit Unterstützung einer Zeitung aus dem Westen.
| Tageszeitungen                 | Tageszeitungen | Tageszeitungen                    | Tageszeitungen                                      |
| Titel                          | Zeit           | Region                            | Bemerkungen                                         |
| ------------------------------ | -------------- | --------------------------------- | --------------------------------------------------- |
| Altmärker Allgemeine           |                |                                   |                                                     |
| Altmark Zeitung                | seit 1990      | Altmark                           |                                                     |
| Ascherslebener Allgemeine      | 1990–1992      | Aschersleben                      |                                                     |
| Bernburger Zeitung             |                | Bernburg                          |                                                     |
| Gransee-Zeitung                | seit 1991      | Gransee                           |                                                     |
| Magdeburger Allgemeine         | 1990–          | Magdeburg                         |                                                     |
| Mecklenburgische Volks-Zeitung | 1990           | Rostock                           |                                                     |
| Mitteldeutsche Allgemeine      |                | Eichsfeld                         |                                                     |
| Neue Presse Express            |                |                                   | später Express                                      |
| Oranienburger Generalanzeiger  | seit 1990      | Oranienburg                       | später mit Gransee-Zeitung und Ruppiner Anzeiger    |
| Quedlinburger Zeitung          | 1990–1992      | Quedlinburg                       |                                                     |
| Ruppiner Anzeiger              | seit Juni 1990 | Neuruppin                         | anfangs wöchentlich, seit 15. Dezember 1990 täglich |
| Südthüringer Zeitung           | seit 1990      | Eisenach, Meiningen, Schmalkalden |                                                     |
| Wernigeröder Allgemeine        | 1990–          | Wernigerode                       |                                                     |
| Wir in Leipzig                 |                | Leipzig                           |                                                     |

### Weitere allgemeine Zeitungen und Zeitschriften
Ab Oktober 1989 erschienen über 100 neue Zeitungen und Zeitschriften, die vor allem von Anhängern des Neuen Forums und weiterer Bürgerbewegungen herausgegeben wurden. Die meisten von ihnen mussten wegen mangelnden wirtschaftlichen Kapazitäten ihr Erscheinen bald wieder einstellen.
| Weitere Zeitschriften           | Weitere Zeitschriften          | Weitere Zeitschriften     | Weitere Zeitschriften         | Weitere Zeitschriften                                                                                             |
| Titel                           | Zeit                           | Region                    | Häufigkeit                    | Bemerkungen |
| ------------------------------- | ------------------------------ | ------------------------- | ----------------------------- | --- |
| Altenburger Wochenblatt         | 1990–1991                      | Altenburg                 | wöchentlich                   | mitbegründet von Ingo Schulze                                                                                     |
| Anhalter Anzeiger               |                                | Dessau                    | wöchentlich ?                 | |
| Das Blatt                       | 1990–1991                      | Berlin                    | wöchentlich                   | |
| Der Anzeiger                    | 1990                           | Berlin                    | im BasisDruck Verlag          | |
| die andere                      | 1990–                          | Berlin                    | wöchentlich                   | zuerst Die andere Zeitung                                                                                         |
| Die andere Zeitung              | 1990–                          | Eisenach                  |                               | |
| Die andere Zeitung              | 1990–                          | Magdeburg                 |                               | |
| Die andere Potsdamer Zeitung    | 1990                           | Potsdam                   |                               | |
| Die Leipziger Andere Zeitung    | 17. Januar 1990 bis April 1991 | Leipzig                   | wöchentlich                   | zuerst Die Andere Zeitung                                                                                         |
| Dessauer Anhalter               |                                | Dessau                    |                               | |
| Format. Thüringer Wochenzeitung | 1990                           |                           | wöchentlich                   | |
| Halberstädter Nachrichten       |                                | Halberstadt               |                               | |
| Hallesche Reformzeitung         |                                | Halle (Saale)             |                               | Bürgerbewegungen im Reformhaus                                                                                    |
| In Magdeburg                    |                                | Magdeburg                 | monatlich                     | Stadtmagazin |
| Mecklenburger Aufbruch          | 1989–1993                      | Carlow, Schwerin          | wöchentlich, später monatlich | gegründet und herausgegeben von Marquardt                                                                         |
| neue erfurter Zeitung           | 1990                           | Erfurt                    |                               | |
| Neuer Anhalter Anzeiger         |                                | Dessau                    |                               | |
| Neue Presse Weißenfels          |                                | Weißenfels                |                               | |
| Ökostroika                      | 1990–1991                      | Freiberg                  | etwa zweimonatlich            | zu ökologischen Themen, von Nick Reimer                                                                           |
| Quedlinburger Wochenblatt       | 1989–1990                      | Quedlinburg               | wöchentlich                   | mit Nr. 51/1989 und 1/1990                                                                                        |
| Quer                            | 1992                           | Berlin                    |                               | von Quer e. V. für Demokratie und Ökologie, Leitung Erhard O. Müller, mit Unterstützung von Bündnis 90, Nr. 1–7/8 |
| Roßbacher Reformer              |                                | Roßbach                   |                               | |
| StattZeitung                    | 1990                           | Halle                     |                               | vom Neuen Forum Halle, nur wenige Ausgaben bis Ende März 1990                                                     |
| Super!                          | 1991–1992                      | Neue Bundesländer         | wöchentlich                   | Illustrierte vom Burda-Verlag München                                                                             |
| Super Ossi                      |                                | Neue Bundesländer, Berlin | wöchentlich                   | |
| Superillu                       | seit 1990                      |                           | wöchentlich                   | im Burda Verlag München                                                                                           |
| telegraph                       | 10. Oktober 1989–              | Berlin                    | wechselnd                     | Fortsetzung der Umweltblätter                                                                                     |
| Winkelement                     | Januar bis März 1990           | Potsdam                   |                               | erste unabhängige Zeitung in Potsdam                                                                              |

### Kulturzeitschriften
Bereits seit Anfang der 1980er Jahre gab es einige informelle Kultur- und Literaturzeitschriften (Ariadnefabrik, Bizarre Städte). Seit Oktober 1989 wurden einige neue gegründet, die literarische Essays und Texte enthielten oder sich überwiegend der Rezeption von Kunst und Kultur widmeten.
| Kulturzeitschriften    | Kulturzeitschriften | Kulturzeitschriften | Kulturzeitschriften                      |
| Titel                  | Ort                 | Zeit                | Bemerkungen                              |
| ---------------------- | ------------------- | ------------------- | ---------------------------------------- |
| Constructiv            | Berlin              | 1990–1991           | radikal-demokratisch, vor allem Essays   |
| Eselsohren             | Berlin              | 1990–               | Rezensionen von Literatur                |
| Greif Literaturmagazin |                     |                     |                                          |
| Kontext                | Berlin-Treptow      | 1988–1990           | Neuherausgabe von März bis November 1990 |
| neue bildende kunst    | Berlin              | 1991–1999           | Nachfolgepublikation der Bildenden Kunst |
| Sondeur                | Berlin              | 1990–               | Fortsetzung von Bizarre Städte           |
| WartsUp                | Berlin              | 1990–               | schöner lesen, in Comicbibliothek Berlin |

### Frauenzeitschriften
Es entstanden auch einige eigenständige Frauenzeitschriften bzw. feministische Zeitschriften.
| Frauenzeitschriften | Frauenzeitschriften | Frauenzeitschriften | Frauenzeitschriften                                                     |
| Titel               | Ort                 | Zeit                | Bemerkungen                                                             |
| ------------------- | ------------------- | ------------------- | ----------------------------------------------------------------------- |
| Frau anders         | Jena                | 1989–1993           | für lesbische Frauen                                                    |
| Frauenblätter       | Leipzig             | 1990                |                                                                         |
| Lila Band           | Dresden             | 1987–1989           |                                                                         |
| Das Netz            | Dresden             | 1988–1993           | Informationsbrief des Arbeitskreises Feministische Theologie in der DDR |
| Weibblick           |                     | 1992–1998           | vom Unabhängigen Frauenverband                                          |
| Ypsilon             | Berlin              | 1990–1991           | im BasisDruck Verlag                                                    |
| Zaunreiterin        | Leipzig             | 1989–1995           |                                                                         |